# Hexi

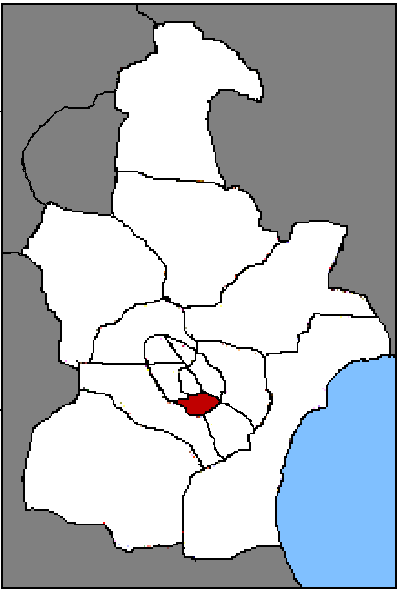
Stadtbezirk Hexi in der regierungsunmittelbaren Stadt Tianjin

Hexi (chinesisch 河西区, Pinyin Héxī Qū, IPA (hochchinesisch) [χɤ̌ɕíʨʰý]) ist ein Stadtbezirk der regierungsunmittelbaren Stadt Tianjin in der Volksrepublik China. Er liegt im südlichen Teil der Kernstadt von Tianjin zwischen den Stadtbezirken Heping und Jinnan. Die Fläche beträgt 38,79 Quadratkilometer und die Einwohnerzahl 822.174 (Stand: Zensus 2020).
Der Fernsehturm Tianjin, der mit 415 m dritthöchste Fernsehturm Chinas, befindet sich im Stadtbezirk Hexi. 
Im Dezember 2004 wurde in Hexi das Tianjin-Museum eröffnet. Der Neubau in der Form eines fliegenden Schwans ist eines der größten Gebäude Chinas.

## Administrative Gliederung

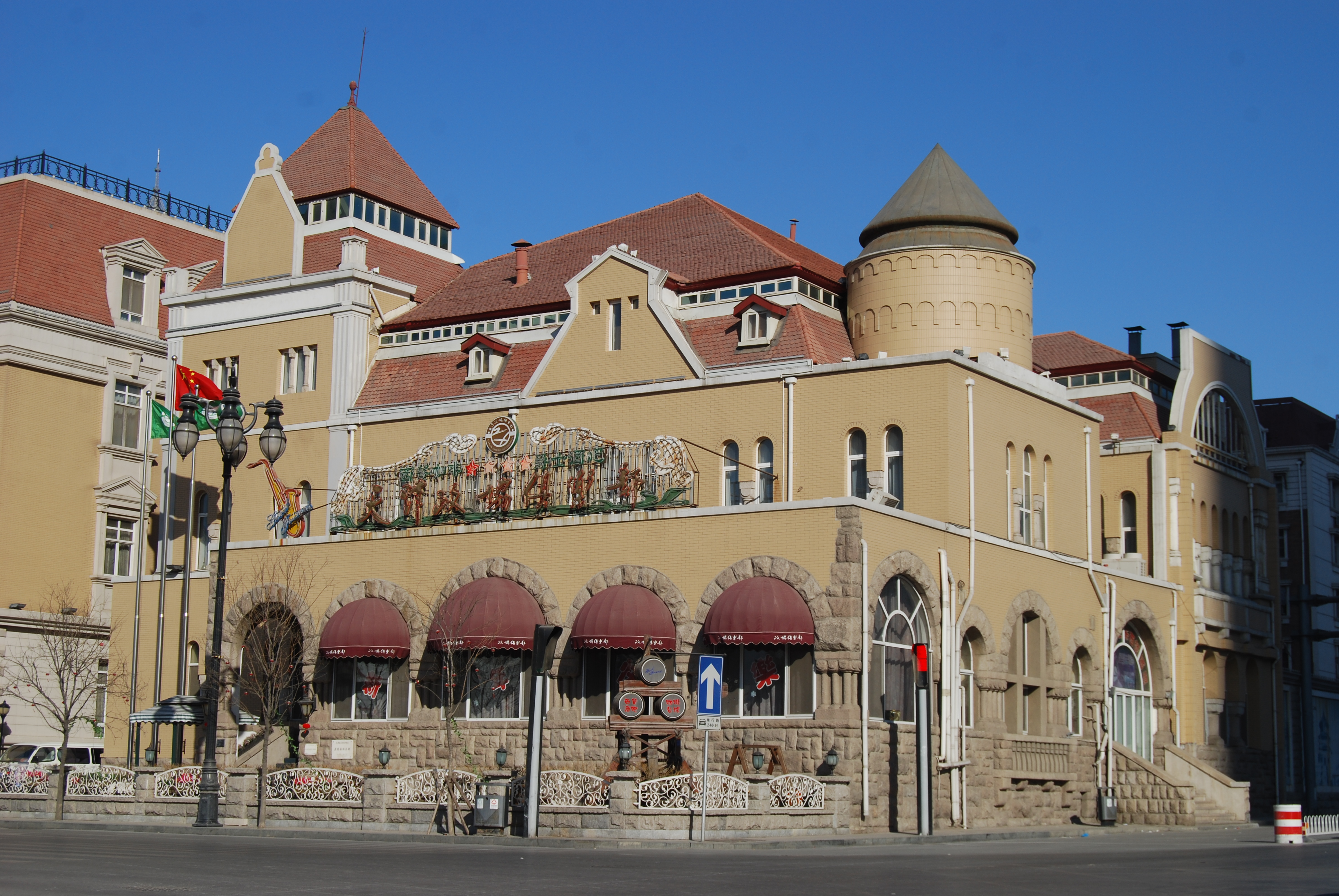
Ehemaliger deutscher Club in der Hauptstraße Jiefangnan Lu. 1899–1917 war ein Großteil des heutigen Bezirks an das deutsche Kaiserreich abgetreten.

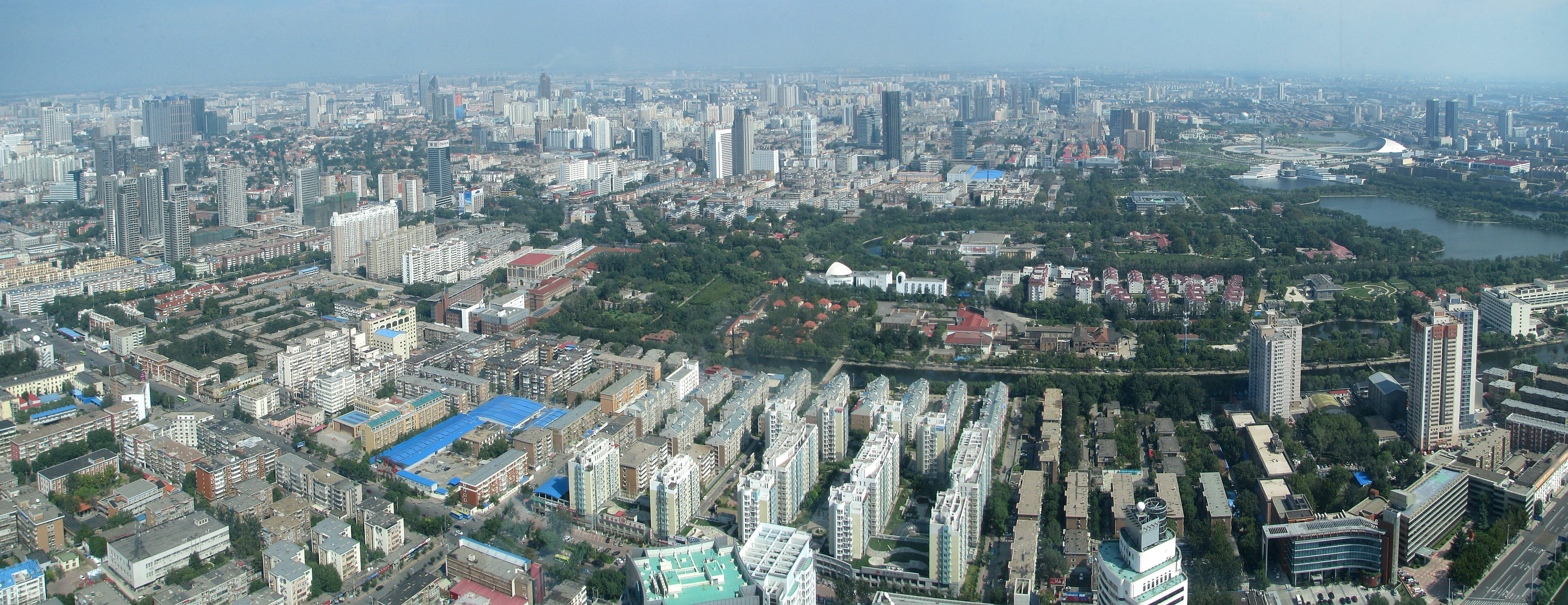
Blick über Hexi vom Fernsehturm Tianjin. Rechts das Tianjin-Museum, links im Hintergrund der Stadtbezirk Heping.

Der Stadtbezirk setzt sich aus 13 Straßenvierteln zusammen. Diese sind:
| Straßenviertel Chentangzhuang (陈塘庄街道); Straßenviertel Dayingmen (大营门街道); Straßenviertel Donghai (东海街道); Straßenviertel Guajiasi (挂甲寺街道); Straßenviertel Jianshan (尖山街道); Straßenviertel Liulin (柳林街道); Straßenviertel Machang (马场街道); | Straßenviertel Meijiang (梅江街道); Straßenviertel Taoyuan (桃园街道); Straßenviertel Tianta (天塔街道); Straßenviertel Xiawafang (下瓦房街道); Straßenviertel Youyilu (友谊路街道); Straßenviertel Yuexiulu (越秀路街道). |